# Liste des députés de l'Ain
 (mai 2025).
Le département de l'Ain est divisé de 1958 à 1986 en trois circonscriptions législatives, le nombre de sièges ayant été porté à quatre en 1986, puis à cinq lors du nouveau découpage électoral de 2010, en vigueur à compter des élections législatives de 2012.

## VeRépublique

### Dix-septième législature(2024-2029)
| Circ.                     | Nom            | Parti | Parti     | Suppléant                                               |
| ------------------------- | -------------- | ----- | --------- | ------------------------------------------------------- |
| Première circonscription  | Xavier Breton  |       | LR        | Jean-Yves Flochon                                       |
| Deuxième circonscription  | Romain Daubié  |       | app.MoDem | Claire André                                            |
| Troisième circonscription | Olga Givernet  |       | LREM      | Sophie Delorme Duret (députée en exercice en 2024-2025) |
| Quatrième circonscription | Jérôme Buisson |       | RN        | Josselin Dumas                                          |
| Cinquième circonscription | Marc Chavent   |       | RAD       | Géraldine Cendre                                        |

### Seizième législature(2022-2024)
| Circ.                     | Nom            | Parti | Parti    | Suppléant            |
| ------------------------- | -------------- | ----- | -------- | -------------------- |
| Première circonscription  | Xavier Breton  |       | LR       | Jean-Yves Flochon    |
| Deuxième circonscription  | Romain Daubié  |       | SE (DVD) | Claire André-Brigard |
| Troisième circonscription | Olga Givernet  |       | LREM     | Roger Patermo        |
| Quatrième circonscription | Jérôme Buisson |       | RN       | Christophe Maitre    |
| Cinquième circonscription | Damien Abad    |       | SE (DVD) | Patrick Liébus       |

### Quinzième législature(2017-2022)
| Circ.                     | Nom                       | Parti | Parti | Suppléant         |
| ------------------------- | ------------------------- | ----- | ----- | ----------------- |
| Première circonscription  | Xavier Breton             |       | LR    | Jean-Yves Flochon |
| Deuxième circonscription  | Charles de La Verpillière |       | LR    | Caroline Terrier  |
| Troisième circonscription | Olga Givernet             |       | LREM  | Yves Rethouze     |
| Quatrième circonscription | Stéphane Trompille        |       | LREM  | Emmanuelle Maugé  |
| Cinquième circonscription | Damien Abad               |       | LR    | Jean Deguerry     |

### Quatorzième législature(2012-2017)
| Circ.                     | Nom                                                                          | Parti | Parti | Suppléant                                                                      |
| ------------------------- | ---------------------------------------------------------------------------- | ----- | ----- | ------------------------------------------------------------------------------ |
| Première circonscription  | Xavier Breton                                                                |       | UMP   | Jean-Yves Flochon                                                              |
| Deuxième circonscription  | Charles de La Verpillière                                                    |       | UMP   | Brigitte Cormorèche                                                            |
| Troisième circonscription | Étienne Blanc (2012 - 2016) Stéphanie Pernod-Beaudon (à partir de juin 2016) |       | UMP   | Stéphanie Pernod-Beaudon (2012 - 2016) Jean-Yves Hedon (à partir de juin 2016) |
| Quatrième circonscription | Michel Voisin                                                                |       | UMP   | Christian Chanel                                                               |
| Cinquième circonscription | Damien Abad                                                                  |       | UMP   | Liliane Maissiat                                                               |

### Treizième législature(2007-2012)
| Circ.                     | Nom                       | Parti | Parti | Suppléant           |
| ------------------------- | ------------------------- | ----- | ----- | ------------------- |
| Première circonscription  | Xavier Breton             |       | UMP   | Jean Bernadac       |
| Deuxième circonscription  | Charles de La Verpillière |       | UMP   | Philippe Cracchiolo |
| Troisième circonscription | Étienne Blanc             |       | UMP   | Olivier de Seyssel  |
| Quatrième circonscription | Michel Voisin             |       | UMP   | Olivier Eyraud      |

### Douzième législature(2002-2007)
| Circ.                     | Nom                  | Parti | Parti | Suppléant                 |
| ------------------------- | -------------------- | ----- | ----- | ------------------------- |
| Première circonscription  | Jean-Michel Bertrand |       | UMP   | Jean Bernadac             |
| Deuxième circonscription  | Lucien Guichon       |       | UMP   | Charles de La Verpillière |
| Troisième circonscription | Étienne Blanc        |       | UMP   | Olivier de Seyssel        |
| Quatrième circonscription | Michel Voisin        |       | UMP   | Olivier Eyraud            |

### Onzième législature(1997-2002)
| Circ.                     | Nom            | Parti | Parti | Suppléant                 |
| ------------------------- | -------------- | ----- | ----- | ------------------------- |
| Première circonscription  | André Godin    |       | PS    | Bernard Fonteneau         |
| Deuxième circonscription  | Lucien Guichon |       | RPR   | Charles de La Verpillière |
| Troisième circonscription | Charles Millon |       | UDF   | Gérard Armand             |
| Quatrième circonscription | Michel Voisin  |       | UDF   | Olivier Eyraud            |

### Dixième législature(1993-1997)
| Circ.                     | Nom            | Parti | Parti | Suppléant                 |
| ------------------------- | -------------- | ----- | ----- | ------------------------- |
| Première circonscription  | Jacques Boyon  |       | RPR   | Paul Morin                |
| Deuxième circonscription  | Lucien Guichon |       | RPR   | Charles de La Verpillière |
| Troisième circonscription | Charles Millon |       | UDF   | Gérard Armand             |
| Quatrième circonscription | Michel Voisin  |       | UDF   | Benoit de Chassey         |

### Neuvième législature(1988-1993)
| Circ.                     | Nom            | Parti | Parti | Suppléant              |
| ------------------------- | -------------- | ----- | ----- | ---------------------- |
| Première circonscription  | Jacques Boyon  |       | RPR   | Paul Morin             |
| Deuxième circonscription  | Lucien Guichon |       | RPR   | Joëlle Durand-Maniclas |
| Troisième circonscription | Charles Millon |       | UDF   | Gérard Armand          |
| Quatrième circonscription | Michel Voisin  |       | CDS   | Henri Desmonceaux      |

### Huitième législature(1986-1988)
Les députés sont élus au scrutin de liste (pas de suppléants)
| Liste  | Nom                    | Parti | Parti | Autres fonctions                      |
| PS-MRG | Noël Ravassard         |       | PS    | Maire de Châtillon-sur-Chalaronne     |
| PS-MRG | Dominique Saint-Pierre |       | MRG   |                                       |
| UDF    | Charles Millon         |       | UDF   | Maire de Belley                       |
| RPR    | Jacques Boyon          |       | RPR   | Président du Conseil général de l'Ain |

### Septième législature(1981-1986)
| Circ.                     | Nom            | Parti | Parti | Suppléant     |
| ------------------------- | -------------- | ----- | ----- | ------------- |
| Première circonscription  | Louis Robin    |       | PS    | Louis Jannel  |
| Deuxième circonscription  | Charles Millon |       | UDF   | Jean Prost    |
| Troisième circonscription | Noël Ravassard |       | PS    | Alain Coquard |

### Sixième législature(1978-1981)
| Circ.                     | Nom                   | Parti | Parti | Suppléant       |
| ------------------------- | --------------------- | ----- | ----- | --------------- |
| Première circonscription  | Jacques Boyon         |       | RPR   | Aymé Blanchet   |
| Deuxième circonscription  | Charles Millon        |       | UDF   | Jean Prost      |
| Troisième circonscription | Guy de La Verpillière |       | UDF   | Albert Tramblay |
| Troisième circonscription | Noël Ravassard        |       | PS    | Alain Coquard   |

### Cinquième législature(1973-1978)
| Circ.                     | Nom                                  | Parti | Parti         | Suppléant          |
| ------------------------- | ------------------------------------ | ----- | ------------- | ------------------ |
| Première circonscription  | Paul Barberot                        |       | CDP, puis CDS | Jean-Marie Beaudet |
| Deuxième circonscription  | Marcel Anthonioz puis Michel Carrier |       | RI            | Michel Carrier     |
| Troisième circonscription | Guy de La Verpillière                |       | RI            | Michel Vittori     |

### Quatrième législature(1968-1973)
| Circ.                     | Nom                                  | Parti | Parti        | Suppléant          |
| ------------------------- | ------------------------------------ | ----- | ------------ | ------------------ |
| Première circonscription  | Paul Barberot                        |       | CD, puis CDP | Jean-Marie Beaudet |
| Deuxième circonscription  | Marcel Anthonioz puis Michel Carrier |       | RI           | Michel Carrier     |
| Troisième circonscription | Guy de La Verpillière                |       | RI           | Michel Vittori     |

### Troisième législature(1967-1968)
| Circ.                     | Nom                   | Parti | Parti | Suppléant          | Autres mandats                                                |
| ------------------------- | --------------------- | ----- | ----- | ------------------ | ------------------------------------------------------------- |
| Première circonscription  | Paul Barberot         |       | CD    | Jean-Marie Beaudet | Maire de Bourg-en-Bresse                                      |
| Deuxième circonscription  | Marcel Anthonioz      |       | RI    | Michel Carrier     | Vice-Président du Conseil général, maire de Divonne-les-Bains |
| Troisième circonscription | Guy de La Verpillière |       | RI    | Michel Vittori     | Conseiller général, maire de Lagnieu                          |

### Deuxième législature(1962-1967)
| Circ.                     | Nom              | Parti | Parti | Suppléant         | Autres mandats                                                |
| ------------------------- | ---------------- | ----- | ----- | ----------------- | ------------------------------------------------------------- |
| Première circonscription  | Paul Barberot    |       | MRP   | Victor Janody     | Adjoint au maire de Bourg-en-Bresse                           |
| Deuxième circonscription  | Marcel Anthonioz |       | RI    | Michel Carrier    | Vice-Président du Conseil général, maire de Divonne-les-Bains |
| Troisième circonscription | Émile Dubuis     |       | MRP   | Michel Cormorèche | Vice-Président du Conseil général, maire de Trévoux           |

### Première législature(1958-1962)
| Circ.                     | Nom              | Parti | Parti    | Suppléant         | Autres mandats                                                |
| ------------------------- | ---------------- | ----- | -------- | ----------------- | ------------------------------------------------------------- |
| Première circonscription  | Amédée Mercier   |       | app.SFIO | Louis Robin       | Maire de Bourg-en-Bresse                                      |
| Deuxième circonscription  | Marcel Anthonioz |       | CNIP     | Michel Carrier    | Vice-Président du Conseil général, maire de Divonne-les-Bains |
| Troisième circonscription | Émile Dubuis     |       | MRP      | Michel Cormorèche | Conseiller général, maire de Trévoux                          |

## IVeRépublique

### 1relégislature (1946-1951)
- Henri Bourbon (PCF)
- Jules Blanchet (PCF)
- Pierre Dominjon (MRP)
- Michel Tony-Révillon (PRRS)

### 2elégislature (1951-1955)
- Michel Tony-Révillon (PRRS)
- Jean Saint-Cyr (PRRS)
- Auguste Billiemaz (MRP)
- Marcel Anthonioz (CNIP)

### 3elégislature (1956-1958)
- Henri Bourbon (PCF)
- Marcel Anthonioz (CNIP)
- Michel Tony-Révillon (PRRS)
- Marius Bretin (UFF)

## Gouvernement Provisoire de la République Française (1944-1946)

### Première assemblée constituante (1945-1946)
- Henri Bourbon (PCF)

- Joseph Chatagner (SFIO)

- Michel Tony-Révillon (Radical)

- Pierre Dominjon (MRP)

### Deuxième assemblée constituante (juin-novembre 1946)
- Henri Bourbon (PCF)

- Joseph Chatagner (SFIO)

- Michel Tony-Révillon (Radical)

- Pierre Dominjon (MRP)

## IIIeRépublique
De 1871 à 1877, scrutin de liste.

### Assemblée nationale (1871 - 1876)
- Francisque Rive, Centre gauche
- Paul Joseph Cottin, Centre gauche
- Jean Mercier, non-inscrit
- Henri Germain, Centre gauche
- Lucien Brun, Union des Droites (Monarchiste légitimiste)
- Charles François Bernard, Centre gauche
- Aristide Tendret, Centre droit, démissionnaire le 10 juin 1871, remplacé par Edmond Tiersot, Union républicaine, élu le 2 juillet 1871

### Irelégislature (1876 - 1877)
- Jacques Tondu, Gauche républicaine
- Jean Mercier, Gauche républicaine
- Henri Germain, Centre gauche
- Joseph Chaley, Gauche républicaine
- Edmond Tiersot, Union républicaine
- François Gros-Gurin, Gauche républicaine

### IIelégislature (1877 - 1881)
- Jacques Tondu, Union démocratique
- Jean Mercier, Opportuniste
- Henri Germain, Centre gauche
- Joseph Chaley, Gauche républicaine
- Edmond Tiersot, Union républicaine
- François Gros-Gurin, Gauche républicaine

### IIIelégislature (1881 - 1885)
- Christophe Pradon, Gauche radicale
- Luc Roselli-Mollet, Extrême-gauche, décédé le 3 octobre 1883, remplacé par Honoré Giguet, Union républicaine, élu le 25 novembre 1883
- Edmond Tiersot, Union républicaine, décédé le 21 janvier 1883, remplacé par Joseph Pochon, Extrême-gauche, élu le 15 avril 1883
- Jacques Tondu, Union démocratique
- Jean Mercier, Opportuniste
- Henri Germain, Centre gauche

### IVelégislature (1885 - 1889)
- Édouard Philipon, Républicain progressiste
- Christophe Pradon, Gauche radicale
- Joseph Pochon, Extrême-gauche
- Honoré Giguet, Union républicaine
- Claude Ducher, Gauche
- Jacques Tondu, Union républicaine

### Velégislature (1889 - 1893)
De 1889 à 1919, scrutin de circonscriptions (arrondissements)
- Gex : Eugène Bizot, Gauche radicale
- Nantua : Édouard Philipon, Républicain
- Bourg-2 : Hippolyte Herbet, Républicain
- Bourg-1 : Joseph Pochon, Républicain
- Belley : Honoré Giguet, Républicain
- Trévoux : Henri Germain, Républicain

Source : journal Le Temps du 24 septembre et du 8 octobre 1889 sur Gallica,.

### VIelégislature (1893 - 1898)
- Trévoux : Alexandre Bérard, Républicain
- Gex : Eugène Bizot, Républicain
- Nantua : Édouard Philipon,  Républicain
- Bourg-2 : Hippolyte Herbet, Républicain
- Bourg-1 : Joseph Pochon, Républicain
- Belley : Honoré Giguet, Républicain

Source : journal Le Temps du 22 août et du 5 septembre 1893 sur Gallica,.

### VIIelégislature (1898 - 1902)
- Trévoux : Alexandre Bérard, Radical
- Bourg-1 : Joseph Pochon, Radical, élu sénateur en 1900, remplacé par Victor Authier, Gauche républicaine
- Gex : Eugène Bizot, Radical
- Bourg-2 : Hippolyte Herbet, Radical
- Nantua : Jean Carrier, Républicain, décédé en 1898, remplacé par Francisque Allombert, Gauche démocratique
- Belley : Honoré Giguet, Radical, élu sénateur en 1900, remplacé par Pierre Baudin, Radical

Source : journal Le Temps du 10 mai et du 24 mai 1898 sur Gallica,.

### VIIIelégislature (1902 - 1906)
- Belley : Pierre Baudin, Radical
- Nantua : Eugène Chanal, Radical
- Trévoux : Alexandre Bérard, Radical
- Bourg-1 : Victor Authier, Radical
- Gex : Eugène Bizot, Radical
- Bourg-2 : Hippolyte Herbet, Radical, décédé en 1903, remplacé par Paul Bozonet, Radical

Source : journal Le Temps du 29 avril et du 13 mai 1902 sur Gallica,.

### IXelégislature (1906 - 1910)
- Belley : Pierre Baudin, Gauche Radicale-socialiste, élu sénateur en 1908, remplacé par Eugène Héritier, Gauche Radicale-socialiste, élu le 21 mars 1909 [11].
- Nantua : Eugène Chanal, Républicain (Gauche radicale)
- Trévoux : Alexandre Bérard, Républicain (Gauche radicale), élu sénateur en 1908 remplacé par Donat Bollet, Républicain (Gauche radicale), élu le 12 avril 1908
- Bourg-1 : Victor Authier, Républicain (Gauche radicale)
- Gex : Eugène Bizot, Républicain (Gauche radicale), décédé en 1908, remplacé par Ernest Crépel, Républicain (Gauche radicale)
- Bourg-2 : Paul Bozonet, Républicain (Gauche radicale)

Sources : Journal Le Temps du 6 et du 22 mai 1906 sur Gallica - ,.

### Xelégislature (1910 - 1914)
- Bourg-1 : Pierre Goujon, Gauche radicale
- Belley : Eugène Héritier, Radical socialiste
- Trévoux : Donat Bollet, Gauche radicale, élu sénateur en 1912, remplacé par Adolphe Messimy, Radical socialiste, élu le 25 février 1912
- Nantua : Eugène Chanal, Gauche radicale
- Gex : Ernest Crépel, Gauche radicale
- Bourg-2 : Paul Bozonet, Gauche radicale

Sources : Journal Le Temps du 24 avril et du 8 mai 1910 sur Gallica - ,.

### XIelégislature (1914 - 1919)
- Bourg-1 : Pierre Goujon, Gauche radicale, Mort pour la France le 25 août 1914, non remplacé
- Trévoux : Adolphe Messimy, Radical socialiste
- Nantua : Eugène Chanal, Radical socialiste
- Bourg-2 : Laurent Derognat, Gauche radicale
- Belley : Maxime Laguerre, Radical socialiste
- Gex : Ernest Crépel, Radical socialiste

Sources : Journal Le Temps du 28 avril et du 12 mai 1914 sur Gallica - ,.

### XIIelégislature (1919 - 1924)
Les élections législatives de 1919 furent organisées au scrutin proportionnel de liste. Elles marquèrent au niveau national la victoire du "Bloc national" de centre-droit.
Liste d'Union républicaine
- Camille Mermod, Entente républicaine démocratique
- Pierre de Monicault, Entente républicaine démocratique
- Georges André-Fribourg, Parti radical et radical-socialiste
- Joseph Bernier, Entente républicaine démocratique

Liste républicaine démocratique et radicale
- Antoine Blanc, Action républicaine et sociale

Liste socialiste
- René Nicod, SFIO puis PC-SFIC

Source : "Barodet" sur le site de l'Assemblée Nationale - https://bibnum.sciencespo.fr/s/catalogue/ark:/46513/sc16m2kz#?c=&m=&s=&cv=

### XIIIelégislature (1924 - 1928)
Les élections législatives de 1924 furent organisées au scrutin proportionnel de liste. Elles marquèrent au niveau national national la victoire du "Cartel des gauches".
Liste du Cartel des Gauches
- Antoine Blanc, Parti radical et radical-socialiste
- Georges André-Fribourg, Parti radical et radical-socialiste
- Marie-Gabriel Boccard, Conseiller général du canton de Poncin, Parti radical et radical-socialiste
- Paul Nicollet, Conseiller général du canton d'Ambérieu-en-Bugey, SFIO

Liste d'Union républicaine et de concorde nationale
- Pierre de Monicault, Union républicaine démocratique

Source : Barodet, sur le site de l'Assemblée Nationale - https://bibnum.sciencespo.fr/s/catalogue/ark:/46513/sc16m1m0#?c=&m=&s=&cv=

### XIVelégislature (1928 - 1932)
Les élections législatives furent au scrutin d'arrondissement majoritaire à deux tours de 1928 à 1936.
- Trévoux : Paul Nicollet, SFIO
- Belley : Émile Bravet, Républicain socialiste
- Bourg-2 : Prosper Blanc, Gauche radicale
- Bourg-1 : Pierre de Monicault, Union républicaine démocratique
- Nantua-Gex : Paul Painlevé, Républicain socialiste

Source : Élections législatives 22-29 avril 1928 de Georges Lachapelle - https://gallica.bnf.fr/ark:/12148/bpt6k320439r.texteImage#

### XVelégislature (1932 - 1936)
- Bourg-1 : Michel Tony-Revillon, Radical-socialiste
- Trévoux : Georges André-Fribourg, Radical-socialiste
- Nantua / Gex : Paul Painlevé, Républicain socialiste, décédé le 29 octobre 1933, remplacé par Camille Mermod, Fédération républicaine, élu le 28 janvier 1934
- Belley : Émile Bravet, Républicain socialiste
- Bourg-2 : Prosper Blanc, Gauche radicale (Radicaux indépendants)

Sources : Journal Le Temps du 3 mai et du 10 mai 1932 sur Gallica - ,.

### XVIelégislature (1936 - 1940)
- Belley : Aimé Quinson, SFIO
- Nantua - Gex : René Nicod, PC-SFIC
- Bourg-en-Bresse (1) : Alphonse Dupont, Alliance des républicains de gauche et des radicaux indépendants, maire de Bourg-en-Bresse de 1935 à 1944
- Trévoux : Antoine-Marius Gallet, Gauche démocratique et radicale indépendante
- Bourg-en-Bresse (2) : Prosper Blanc, Alliance des républicains de gauche et des radicaux indépendants

## Second Empire

### Irelégislature(1852-1857)
- Nicolas Vincent de Lormet démissionne en 1854, remplacé par Adrien Théodore Benoît-Champy démissionne en 1857, remplacé par Léopold Le Hon
- Marc-Antoine-César Yon de Jonage
- Alexandre Bodin de Montribloud

### IIelégislature(1857-1863)
- Léopold Le Hon
- Marc-Antoine-César Yon de Jonage
- Alexandre Bodin de Montribloud

### IIIelégislature(1863-1869)
- Léopold Le Hon
- Marc-Antoine-César Yon de Jonage décédé en 1865, remplacé par Édouard Girod de l'Ain
- Alexandre Bodin de Montribloud

### IVelégislature(1869-1870)
- Léopold Le Hon
- Henri Germain (banquier)
- Édouard Girod de l'Ain

## IIeRépublique
Élections au suffrage universel masculin à partir de 1848

### Assemblée nationale constituante (1848-1849)
- Jean-Chrysogone Guigue de Champvans
- Jacques Maissiat
- Alexandre Bodin de Montribloud
- Edgar Quinet
- Pierre Charrassin
- Francisque Bouvet
- Aristide Tendret
- Jean Stanislas Bochard
- Antoine Regembal

### Assemblée nationale législative (1849-1851)
- Aristide Bouvet
- Jacques Maissiat
- Edgar Quinet
- Jean-Baptiste Baudin
- Francisque Bouvet
- Anthelme Roselli-Mollet
- André Gastier
- Jean Stanislas Bochard

## Chambre des députés (Monarchie de Juillet)

### IreLégislature(1830-1831)
- Louis Marie de Lahaye de Cormenin
- Marie-Louis-Félix Chevrier de Corcelles
- Jules Frédéric Auguste Amédée Laguette-Mornay
- Claude-Louis Rodet démissionne en 1830, remplacé par Antoine Lorrin
- Marc-Antoine Puvis

### IIeLégislature(1831-1834)
- Jules Frédéric Auguste Amédée Laguette-Mornay démissionne en 1833, remplacé par Félix Girod de l'Ain
- Louis Marie de Lahaye de Cormenin
- Marie-Louis-Félix Chevrier de Corcelles
- Denis Bertholon de Polet
- Louis Joseph Cordier

### IIIeLégislature(1834-1837)
- Adolphe d'Angeville
- Félix Girod de l'Ain
- Pierre Marie Bernard
- Frédéric Perrier
- Louis Joseph Cordier

### IVeLégislature(1837-1839)
- Adolphe d'Angeville
- Félix Girod de l'Ain
- Pierre Marie Bernard
- Frédéric Perrier
- Louis Joseph Cordier

### VeLégislature(1839-1842)
- Pierre Marie Bernard décédé en 1840, remplacé par Adrien Leroy de La Tournelle
- Jacques Laurent Josserand
- Adolphe d'Angeville
- Félix Girod de l'Ain
- Frédéric Perrier

### VIeLégislature(1842-1846)
- Adrien Leroy de La Tournelle
- Michel Poisat
- Adolphe d'Angeville
- Félix Girod de l'Ain
- Frédéric Perrier

### VIIeLégislature(17/08/1846-24/02/1848)
- Adrien Leroy de La Tournelle
- Michel Poisat
- Adolphe d'Angeville
- Félix Girod de l'Ain
- Frédéric Perrier

## Chambre des députés des départements (2eRestauration)

### Velégislature(23 juin 1830-28 juillet 1830)
- Marie-Louis-Félix Chevrier de Corcelles
- Jean-Baptiste-Antoine Georgette du Buisson de La Boulaye
- Claude-Louis Rodet

### IVelégislature(1828-1830)
- Marie-Louis-Félix Chevrier de Corcelles
- Jean-Baptiste-Antoine Georgette du Buisson de La Boulaye
- Jules Frédéric Auguste Amédée Laguette-Mornay
- Jacques Léviste de Montbriant
- Claude-Louis Rodet
- Pierre-Albert Bouchet

### IIIelégislature(1824-1827)
- Jean-Charles-Bénigne de Varenne de Fenille
- Jacques Léviste de Montbriant
- Jean-Marie Compagnon de La Servette
- Claude Marie Joseph Dumarché-Bolozon

### IIelégislature(1816-1823)
- Jean-Charles-Bénigne de Varenne de Fenille
- Claude Louis César Durand
- Jean-François Pierre Dudon
- Jacques Léviste de Montbriant
- Jean-Marie de Sirand
- Camille Jordan (homme politique)
- Marie Augustin François Passerat de Silans
- Claude-Louis Rodet
- Jean-Marie Compagnon de La Servette
- Claude Marie Joseph Dumarché-Bolozon
- Jean-Louis Girod de l'Ain

### Irelégislature(1815–1816)
- Jean-Marie de Sirand
- Benoît-Rose de Murard de Saint-Romain
- Joseph-François Michaud
- Louis Archambaud de Douglas

## Chambre des représentants (Cent-Jours)
- Amédée Girod de l'Ain
- Jules Frédéric Auguste Amédée Laguette-Mornay
- Charles-Aimé Bochard
- Jean-François Sausset
- Thomas Riboud
- Jean Luc Anthelme Mollet
- Charles Antoine Didier

## Chambre des députés des départements (1reRestauration)
- Marie Augustin François Passerat de Silans
- Thomas Riboud

## Corps législatif(1800-1814)
- Marie Augustin François Passerat de Silans
- Claude Blanc
- Thomas Riboud
- Claude Dallemagne
- Jean-Louis Girod de l'Ain
- Claude-Louis Besson
- Jean Philibert de Tardy de La Carrière

## Conseil des Cinq-Cents(1795-1799)
- Anthelme Ferrand
- Jean-Marie Valentin-Duplantier
- Jean-François Sausset
- Thomas Riboud
- Jean-Louis Girod de l'Ain
- Antoine-François Gauthier des Orcières
- Jean Philibert de Tardy de La Carrière
- Louis Vezu
- Jean-Marie François Merlino
- Jean-Baptiste Royer
- Jean-Pierre Girod de Thoiry
- Claude Groscassand-Dorimond

## Convention nationale(1792-1795)
- Anthelme Ferrand
- Antoine-François Gauthier des Orcières
- Jean Luc Anthelme Mollet
- Grégoire Jagot
- Étienne Deydier
- Jean-Marie François Merlino
- Jean-Baptiste Royer

## Assemblée législative (1791-1792)
- Jean-Baptiste Girod
- Thomas Riboud
- Jacques Regnier
- Antide Rubat
- Grégoire Jagot
- Étienne Deydier

## États généraux puis Assemblée constituante de 1789
- Jean-Baptiste Bottex
- Jean-Pierre Girod de Thoiry
- Aimé Lousmeau-Dupont
- Antoine-François Gauthier des Orcières
- Charles Pierre Gaspard Gueidan
- Jean-Baptiste Royer